# Рогальово
Рогальо́во (рос. Рогалёво) — селище (в минулому село) у складі Кедрового міського округу Томської області, Росія.

## Населення
Населення — 68 осіб (2010; 88 у 2002).
Національний склад (станом на 2002 рік):
- росіяни — 69 %